# 凱瑟琳·阿爾特韋格
凱瑟琳·阿爾特韋格（德語：Kathrin Altwegg，1951年12月11日—）是一名瑞士天體物理學家，現任伯恩大學太空研究與行星學系副教授、太空與宜居中心（CSH）前主任。她是國際天文學聯合會成員。

## 早年生活和教育
阿爾特韋格於1951年12月11日出生於巴爾斯塔爾。1957年至1970年間，她在巴爾斯塔爾完成小學教育，並在索洛圖恩中學通過高中文憑考試。
1975年，她畢業於巴塞爾大學物理專業，是同年級唯一的女生。1980年，她獲得巴塞爾大學實驗物理學博士學位，隨後在紐約科技、設計與建築大學物理化學系從事博士後研究。

## 職業生涯
1982年，阿爾特韋格回到瑞士，在伯恩大學太空探索和行星學系任職。1996年，她通過太陽系物理學領域的大學認證，並成為有關楚留莫夫-格拉希門克彗星的ROSINA （页面存档备份，存于）（羅塞塔軌道器離子和中性分析光譜儀）計畫的專案經理。2001年起，她是伯恩大學太空研究和行星學系的正教授和研究員，職稱為副教授。

## 榮譽
2015年，阿爾特韋格因在羅塞塔項目中的使命以及對年輕人的承諾而獲得伯恩工商協會獎。